# Geraldo Di Biase
Geraldo Di Biase (Valença, 5 de junho de 1914 – Rio de Janeiro, 8 de junho de 2007) foi um advogado, empresário e político brasileiro, tendo criado a Fundação Educacional Rosemar Pimentel (FERP), e sido chanceler do Centro Universitário Geraldo Di Biase.

## O começo
Em 1925, com 11 anos, mudou-se com a família para Barra do Piraí, uma cidade em desenvolvimento de localização privilegiada, pois era parada dos viajantes do Rio de Janeiro, São Paulo e Minas Gerais. 

## A profissão e a vida pública
Em 1940 concluiu a Faculdade de Direito na cidade do Rio de Janeiro e retornou à Barra do Piraí. Em 1941 ocupou por dois meses o cargo de prefeito interino do município, substituindo o amigo Paulo Fernandes. Foi também em Barra do Piraí que durante o tradicional baile do Colégio Medianeira conheceu a sua esposa e companheira por 62 anos, a professora Aracy Coutinho de Carvalho. O casamento aconteceu em 1945 e, logo em seguida, vieram os quatro filhos: Elizabeth, Geraldo, Mario e Paulo.
Em 1959 se elegeu pela primeira vez deputado estadual, cargo que ocupou por seis mandatos consecutivos, durante 24 anos, todos dedicados à educação. Foi o autor da Lei dos 25 anos, que deu direito à aposentadoria dos professores após 25 anos de trabalho.
Em 1964 ocupou o cargo de secretário do Poder Legislativo na Assembléia do Rio de Janeiro. Em 1987, durante o governo de Leonel Brizola, ocupou o cargo de secretário estadual de Indústria, Comércio e Tecnologia.

## O Centro Universitário
Em 9 de novembro de 1967, em Barra do Piraí, criou a Fundação Educacional Rosemar Pimentel (FERP), mantenedora do Centro Universitário Geraldo Di Biase, que foi uma das primeiras instituições de ensino superior da região sul fluminense, no estado do Rio de Janeiro. Consagrada com centro universitário em 2005, Geraldo Di Biase, desde então, ocupava o cargo de chanceler da instituição.

## Morte
Geraldo Di Biase faleceu na Casa de Saúde São José, no Rio de Janeiro, em consequência de problemas cardíacos, aos 93 anos de idade.